# Nise-e

Portrait de Minamoto no Yoritomo par Fujiwara Takanobu, caractéristique du style nise-e.

Le terme nise-e (似絵, littéralement « portrait ressemblant à l’original » ou « portrait réaliste ») désigne un style japonais de peinture de portrait né à la fin du XIIe siècle et prisé durant toute l’époque de Kamakura (XIIe – XIVe siècle). Ce mouvement, cadrant avec les nouvelles tendances réalistes de Kamakura, est initié par le peintre et courtisan Fujiwara Takanobu et repris par sa descendance. Il demeure de nos jours nombre de portraits de personnages influents, tels que les empereurs, les shoguns, les aristocrates ou les samouraïs.

## Contexte et terminologie
La plus ancienne mention du terme nise-e (似絵) date d’une chronique officielle de 1241, l’Azumakagami (吾妻鏡), bien que le genre soit fondé quelques décennies plus tôt. Dans les Rouleaux illustrés des invasions mongoles (Mōko shūrai ekotoba), l’expression est également employée pour les animaux (plus précisément, les chevaux et harnais).
Le nise-e s’inscrit dans le mouvement de peinture d’inspiration japonaise nommée yamato-e, qui émerge au début de l’époque de Heian en réaction au style chinois en vogue auparavant, nommé kara-e. À la suite de la rupture des relations avec la Chine lors de l’effondrement de la glorieuse dynastie Tang, le yamato-e, qui s’inspire de la littérature et de la poésie de l’archipel, domine tant dans les arts religieux que profanes, favorisés par la nouvelle esthétique raffinée, impersonnelle et nostalgique de la cour impériale. Le style se caractérise par son lyrisme, ses représentations de paysages japonais et de la vie quotidienne, sa délicatesse et son esprit décoratif enfin. Quelques œuvres représentatives du yamato-e d’alors sont les peintures murales du Hōōdō du Byōdō-in, divers emaki comme le Genji monogatari emaki et le Shigisan engi emaki ou encore La Descente d’Amida Nyōrai.

## Développement

### Premiers portraitsnise-ede Fujiwara Takanobu

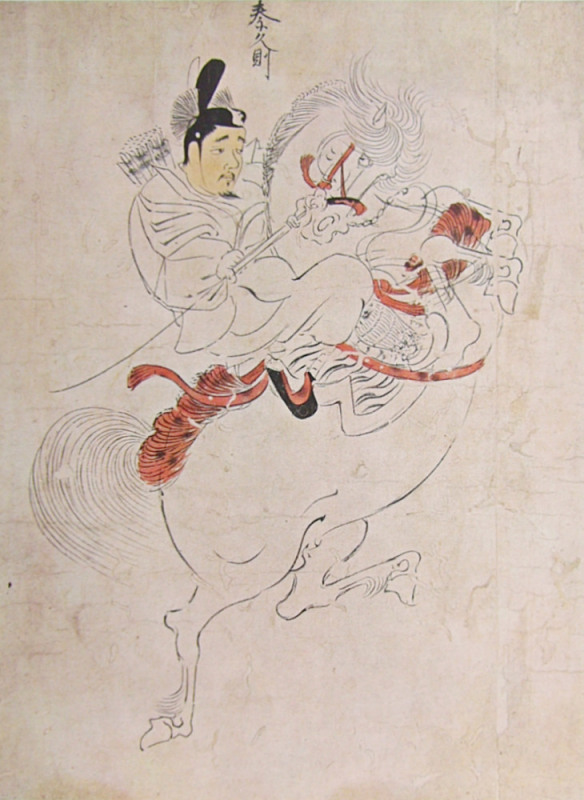
Samouraï et de sa monture fidèlement rendus par Fujiwara Nobuzane, Rouleau enluminé des gardes impériaux.

L’origine du nise-e remonte au peintre Fujiwara Takanobu (1142-1205) reconnu pour son art du portrait de style réaliste, dont on conserve quelques exemples comme les peintures murales du Saishoko-in (最勝光院) ou les portraits d’aristocrates de l’époque. Son trait fait au début scandale à la cour pour ses fresques du Saishoko-in de Kyoto (1173), où il s’est exclusivement chargé des visages des personnages (Tokiwa Mitsunaga composant le reste). D’après des textes ou journaux datant de la fin du XIIe siècle, les aristocrates blâmèrent effectivement ces peintures sur lesquelles on pouvait aisément les reconnaître. L’art du portrait n’existait, semble-t-il, pas à l’époque de Heian autrement que pour des visions idéalisées de divinités et de moines célèbres, et les premiers croquis pris sur le vif conservés datent de 1274.
Il ne reste de nos jours trois portraits de Fujiwara Takanobu conservés au Jingo-ji (神護寺), qui sont emblématiques de tout l’art du nise-e. Ils reposent sur l’opposition entre la composition très géométrique des vêtements et le réalisme poussé du visage. Le portrait de Taira no Shigemori montre fort clairement la forme anguleuse de la robe, peinte en noire, presque sans plis ni discontinuité sauf pour une tablette en bois (signalant le rang du personnage) et la garde de son sabre. Le visage, en revanche, est très réaliste dans le trait et la couleur légère, d’un rose très pâle, ainsi que la coiffe traditionnelle de la cour. Ainsi, selon Akiyama Terukazu, une harmonie naît du contraste entre la géométrie de la robe et la précision du visage, tant dans la forme que dans la couleur. Un autre portrait, probablement l’un des plus célèbres du nise-e, est celui de Minamoto no Yoritomo (XIIIe) : le visage sévère, dur, mais sérieux et compétent du guerrier qui a assujetti tout le Japon traduit bien les tendances réalistes de l’époque de Kamakura, surtout dans l’absence d’idéalisation. La composition solennelle, mais tout aussi géométrique et sombre de la robe guide l’œil jusqu’au visage rigide.
Le yamato-e à l’époque de Kamakura est, en effet, marqué par un réalisme poussé qui se ressent le plus dans la sculpture, très réputée de nos jours ; l’arrivée au pouvoir d’une classe de guerriers et l’apparition de nouvelles sectes bouddhiques amidistes (jōdo) qui s’adressent directement au peuple expliquent cette évolution.

### Une école de portraitnise-e(XIIIe-XIVe)

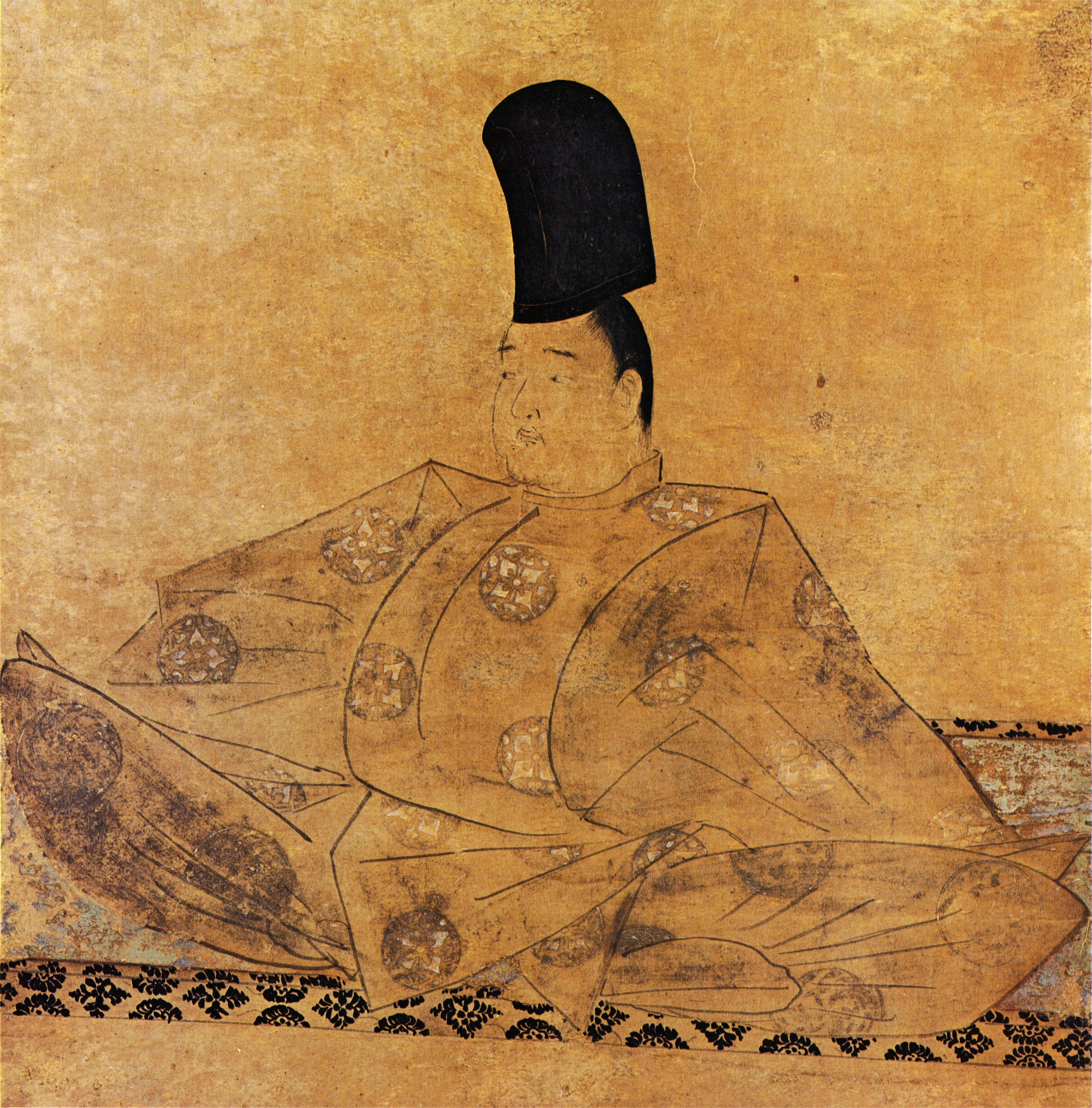
Portrait de l’empereur Go-Toba par Fujiwara Nobuzane.

Par la suite, le fils de Fujiwara Takanobu, Fujiwara Nobuzane (vers 1176-1269), également un peintre reconnu, poursuit cet art du portrait et donne naissance à une des premières écoles de peinture significatives du Japon. Son style apparaît moins géométrique que celui de son père, par exemple à travers son célèbre portrait de l’empereur retiré Go-Toba ; il est également considéré comme l’auteur d’une partie du Rouleau enluminé des gardes impériaux (Zuijin teiki emaki), dont la peinture à l’encre (hakubyō) rehaussée de couleur très discrète illustre parfaitement le trait du nise-e.
Cette école du nise-e produisit de nombreuses œuvres fameuses, car ses portraits visaient à saisir la personnalité profonde du sujet avec une relative économie de moyen. Il convient de noter que le terme est parfois aussi appliqué aux peintures d’animaux, comme pour l’œuvre typique de Nobuzane, les Rouleaux des gardes impériaux.
Les successeurs, Fujiwara no Tamenobu et son fils Gōshin (XIVe), réalisent les Rouleaux des portraits des empereurs et des régents (Tenshi sekkan miei), emaki composé de 131 portraits d’empereurs, régents, ministres et hauts courtisans. On doit aussi à Gōshin un portrait très intime de l’empereur Hanazono après qu’il se fut retiré dans les ordres. Sont également notables les Rouleaux des trente-six poètes (Sanjurokkasen emaki), un emaki représentant trente-six poètes célèbres du Japon, bien que ces portraits soient en fait purement imaginés,.

## Postérité

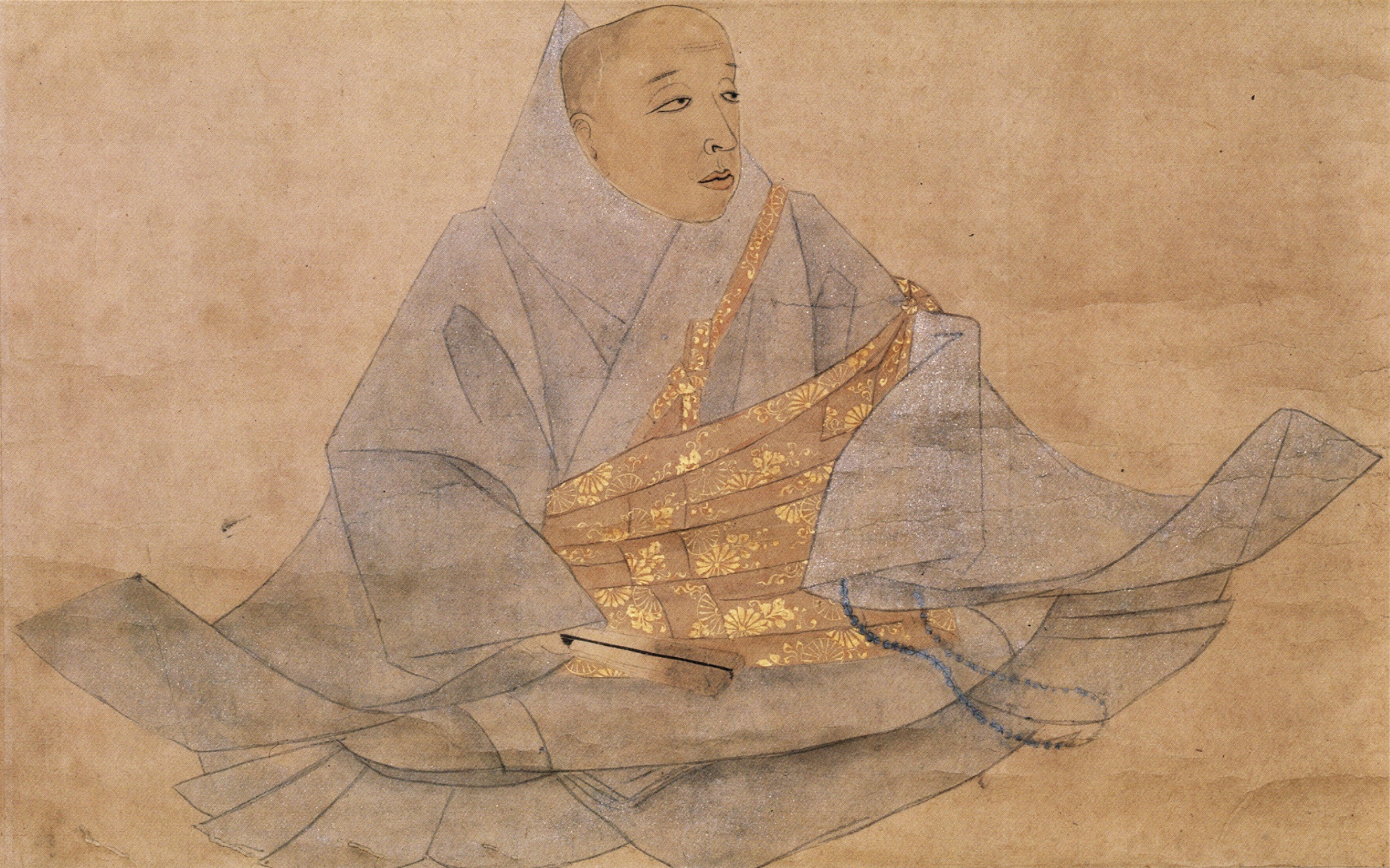
Portrait de l’empereur Hanazono par Gōshin.

À l’époque de Muromachi, au XIVe siècle, la peinture japonaise subit de profondes transformations et s’inspire plus du zen et de la peinture au lavis de la Chine des Song, si bien que le yamato-e perd rapidement de son importance. Toutefois, le portrait reste très populaire et nombre de shoguns et de daimyōs en commandent, jusqu’à l’époque d’Edo. Toutefois, le terme est peu à peu employé pour divers types de portraits au milieu du XIVe siècle, y compris ceux de personnes disparues depuis longtemps, réduisant d’évidence la qualité réaliste. Vers le XVe siècle, il semble que le mot n’est plus guère employé dans les archives.
L’art du nise-e se rapporte explicitement au portrait, mais se retrouve dans d’autres formes d’art de l’époque, notamment quelques emaki (rouleaux enluminés) où des artistes donnent une plastique réaliste à leurs personnages, par exemple dans les Rouleaux illustrés du Dit de Heiji (XIIIe), malgré la complexité et le fourmillement des scènes.